# Колбасково
Колбасково (пол. Kołbaskowo, нім. Kolbitzow) — село в Польщі, у гміні Колбасково Полицького повіту Західнопоморського воєводства.
Населення — 520 осіб (2011).
У 1975-1998 роках село належало до Щецинського воєводства.

## Демографія
Демографічна структура станом на 31 березня 2011 року:
|          | Загалом | Допрацездатний вік | Працездатний вік | Постпрацездатний вік |
| -------- | ------- | ------------------ | ---------------- | -------------------- |
| Чоловіки | 275     | 49                 | 212              | 14                   |
| Жінки    | 245     | 44                 | 157              | 44                   |
| Разом    | 520     | 93                 | 369              | 58                   |